# Туркменистан (телерадиокомпания)
«Туркменистан» (туркм. «Türkmenistan» teleradiokompaniýasy) — туркменский телеканал, созданный 12 сентября 2004 года. Как и другие телеканалы Туркменистана, он подконтролен Координационному совету по телевидению и радиовещанию при Кабинете министров Туркменистана. Телеканал создан в целях ознакомления международного сообщества с достижениями Туркменистана, осуществляемыми в стране преобразованиями во всех сферах государственной и общественной жизни, а также в интересах дальнейшего совершенствования информационной системы. Как и «Алтын Асыр», позиционирует себя как главный телеканал страны.
Телеканал транслируется на семи разных языках: туркменском, русском, английском, французском, китайском, арабском и персидском.
Штаб-квартира телекомпании находится в Ашхабаде.